# 春秋乡
春秋乡，是中华人民共和国安徽省六安市舒城县下辖的一个乡镇级行政单位。

## 行政区划
春秋乡下辖以下地区：
兴隆村、中原村、三塘村、枫香树村、文冲村、田埠村、胜利村、春秋村、仓房村、万善村、文王村、夹河村、柏家岗村、深冲村和寨冲村。